# Amphiporus vaillanti
Amphiporus vaillanti är en djurart som tillhör fylumet slemmaskar, och som beskrevs av Louis Joubin 1902. Amphiporus vaillanti ingår i släktet Amphiporus och familjen Amphiporidae. Inga underarter finns listade i Catalogue of Life.